# Błota (Sieradz)
Pour les articles homonymes, voir Błota.
Błota est une localité polonaise de la gmina de Brąszewice, située dans le powiat de Sieradz en voïvodie de Łódź.